# Eupithecia bolespora
Eupithecia bolespora es una especie de polilla de la familia Geometridae. La especie fue descrita por primera vez por Louis Beethoven Prout habiendo sido descrita en 1937, con distribución en la isla de Comoros.